# Il giardino proibito (album)
Il giardino proibito è il secondo album del cantante italiano Sandro Giacobbe, pubblicato dalla casa discografica CBS nel 1975.
Dall'album, prodotto da Bob Lumbroso, viene tratto il singolo Il giardino proibito/Circostanze.

## Tracce
Lato A
1. Circostanze
2. Eppure l'immaginazione
3. Storie di primavera
4. Un'ora e poi
5. Il giardino proibito

Lato B
1. Piccola mia piccola
2. Lei
3. Se
4. Stasera dormirò con te
5. La mia città di notte